# Monserrate (Portugal)

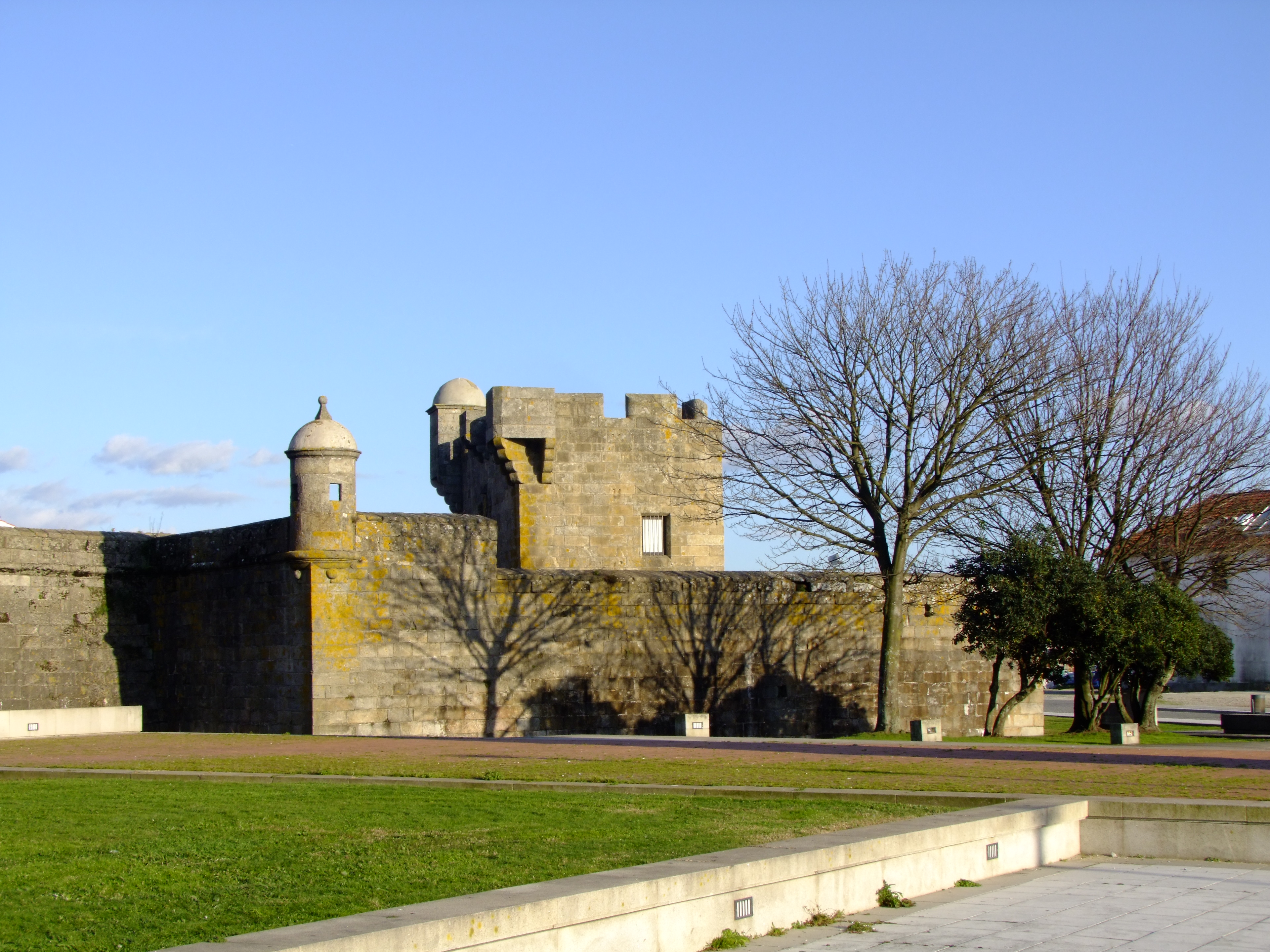
Forte de Santiago da Barra

Monserrate ist ein Ort und eine ehemalige Gemeinde (Freguesia) der Vila Viana do Castelo im nordportugiesischen Kreis Viana do Castelo der Unterregion Minho-Lima.
 Die Gemeinde hatte 4927 Einwohner (Stand 30. Juni 2011).
Am 29. September 2013 wurden die Gemeinden Viana do Castelo (Monserrate), Meadela und Viana do Castelo (Santa Maria Maior) zur neuen Gemeinde União das Freguesias de Viana do Castelo (Santa Maria Maior e Monserrate) e Meadela zusammengeschlossen.

## Bauwerke
- Forte de Santiago da Barra